# Тиле, Адольф Эдвард фон
Адольф Эдуард фон Тиле (нем. Adolf Eduard von Thile; 2 апреля 1784, Дрезден — 24 августа 1861, Франкфурт-на-Одере) — прусский генерал от инфантерии .

## Биография
Родился в семье генерал-лейтенанта. Брат Людвига Густава фон Тиле. Отец Германа фон Тиле, первого статс-секретаря имперского ведомства иностранных дел кайзеровской Германии (министра иностранных дел).
В 1795 году вступил Фанен-юнкером на военную службу и в 1797 году получил первый офицерский чин. Участник Наполеоновских войн.
Будучи молодым офицером часто привлекался к военно-разведывательным операциям. В битве при Йене и Ауэрштедте, и в битве при Пултуске в 1806 году служил офицером при генеральном штабе русской императорской армии, с 1807 года — в корпусе генерала Лестока.
После заключения Тильзитского мира был офицером генерального штаба Нижне-Силезской бригады Фридриха фон Клейста во Франкфурте-на-Одере. Под его командованием Тиле принял участие в русской кампании и был отмечен рядом наград за сражения при Экау, Пилсрундале и Киопене. Фельдмаршал Л. Йорк выбрал его для выполнения деликатной задачи по доставке подписанной Тауроггенской конвенции королю в Берлин.
В начале освободительной войны в Германии был назначен начальником генерального штаба в корпусе Фридриха фон Клейста. Участвовал в сражении при Дрездене.
Доставил королю известие о победе в Битве при Ватерлоо. В сентябре 1815 года был освобожден от службы в Генеральном штабе и определён в 1-й императора Александра лейб-гренадерский полк. В 1816 году назначен командиром 33-го пехотного полка в Штральзунде, позже произведен в инспекторы ландвера.
В 1821 году стал членом комиссии по пересмотру строевого устава пехоты, которую возглавлял принц Прусский (будущий император Германии Вильгельм I). Это сотрудничество привело к тесным отношениям с прусской королевской семьёй. А. фон Тиле был выбран принцем Вильгельмом для сопровождения его в поездке в Брест-Литовск в 1823 году и для сопровождения в поездке в Варшаву в 1830 году. В том же году был назначен командиром 7-й дивизии.
После восьми лет командования дивизией А. фон Тиле, был произведен в генерал-лейтенанты, и назначен командующим III Армейским корпусом во Франкфурте-на-Одере. В 1840 году король Фридрих Вильгельм III назначил его командующим VIII армейского корпуса в Кобленце.
В 1848 году вышел в отставку.

## Награды
Королевства Пруссия:
- Железный крест 1-го класса[2]
- Крест за выслугу лет[нем.]
- Орден «Pour le Mérite» (18 октября 1812)[3]; дубовые листьями к ордену (24 июня 1815)[4]
- Орден Красного орла 3-го класса[5]
- Орден Красного орла 2-го класса с дубовыми листьями (1827); звезда к ордену с дубовыми листьями (1832)[6]
- Орден Красного орла 1-го класса с дубовыми листьями (1838)[7][8]; бриллиантовые знаки к ордену (1845)

Российской империи:
- Орден Святого Владимира 4-й степени
- Орден Святого Владимира 3-й степени (11 ноября 1813)[9]
- Орден Святой Анны 2-й степени с алмазными украшениями (4 января 1814)[10]
- Орден Святого Станислава 1-й степени (26 мая 1829, царство Польское)[11]
- Орден Святой Анны 1-й степени (20 мая 1830)[12]
- Орден Белого орла (14 ноября 1839)[13]

Прочих государств:
- Орден Военных заслуг Карла Фридриха большой крест (1842, великое герцогство Баден)[14]
- Орден Дубовой короны большой крест (1842, великое герцогство Люксембург)
- Орден Церингенского льва большой крест (1843, великое герцогство Баден)